# جيم روني
جيم روني (بالإنجليزية: Jim Rooney)‏ (9 سبتمبر 1968 بذا برونكس في الولايات المتحدة - ) هو لاعب كرة قدم أمريكي في مركز الوسط. لعب مع ميامي فيوشن ونيو إنجلاند ريفولوشن ونيويورك ريد بولز وLong Island Rough Riders ‏.

## وصلات خارجية
- جيم روني على موقع الدوري الأمريكي (الإنجليزية)
- جيم روني على موقع قاعدة بيانات كرة القدم.إي يو (الإنجليزية)